# Conveni de Sintra
El Conveni de Sintra és un tractat signat el 13 de setembre de 1509 entre la Corona de Castella i el Regne de Portugal, que serví per traçar les futures zones de conquesta en el Magreb.
El tractat de Tordesillas reservava per Portugal el Regne de Fes i per Castella el Regne de Tlemcen, però aquesta divisió arbitrària va haver de ser corregida.
El 1508, Ferran el Catòlic va negociar el tractat de Sintra amb Portugal, pel qual Portugal podia ocupar tota la costa marroquina des del cap Aguer al cap Bojador, excepte Santa Cruz de la Mar Pequeña, i Castella la costa des de sis llegues de Vélez de la Gomera fins a Melilla. El tractat fou signat el 13 de setembre de 1509, però ja abans Pere Navarro havia sortit amb una flota cap a Orà i pel camí tenia orde d'ocupar el penyal, refugi de pirates barbarescs.